# Hummer Nándor
Hummer Nándor (szlovákul Ferdinand Hummer; Felsőesztergály, 1856. január 19. – Budapest, 1910. április 21.) történész, pedagógus.

## Élete
Középiskoláit Selmecbányán, Vácott és Esztergomban végezte. 1878-ban a budapesti tudományegyetemen történelem–földrajz szakos középiskolai tanári oklevelet szerzett, közben klasszika-filológiát is hallgatott.
1877–1879 között a nagybecskereki főgimnázium, 1879-1882 között a budapesti középiskolai gyakorló gimnázium, 1882-1886 között a budapesti V. kerületi katolikus főgimnázium (ma Berzsenyi Dániel Gimnázium) rendes tanára. 1886-1899 között a Szent István Társulat titkára volt.
Kora középkori magyar történelemmel, magyar őstörténettel és egyháztörténettel foglalkozott. Feldolgozta a Szent István Társulat történetét. A magyar nemzet bölcsőkora és honfoglalása című monográfiája kéziratban maradt.
Írásai a Katholikus Szemlében is megjelentek. 1879-1889 között a Hölgyek Lapja munkatársa, 1880–1889 és 1894–1895 között Esztergályi álnéven a Pesti Hírlap tárcaírója.

## Művei
- 1894 A kereszténység nyomai Magyarország mai területén a honfoglalás előtt. Budapest.
- 1894 Tanulmányok a humanismus korából. Budapest.
- 1895 A szláv kereszténység hazánk mai területén a honfoglalás előtt. 1–2. Budapest. (Katholikus Szemle 1895)
- 1896 A Szent István Társulat rövid története. Budapest.
- 1896 A középkor krónikásai. Alkotmány 1896.
- 1897 A szentlélekről elnevezett dienesmonostori prépostság. Budapest.